# آندره دا روچا
آندره دا روچا (به پرتغالی: André da Rocha) یک منطقهٔ مسکونی در برزیل است که در ریو گرانده جنوبی واقع شده‌است. آندره دا روچا ۳۲۹٫۷۳۶ کیلومتر مربع مساحت و ۱٬۳۴۳ نفر جمعیت دارد و ۷۰۰ متر بالاتر از سطح دریا واقع شده‌است.